# Fortunato Mallimaci
Fortunato Mallimaci   (Punta Alta, 8 d'abril de 1950) és un sociòleg argentí. Es va doctorar el 1988 en Sociologia per l'École des hautes études en sciences sociales (EHESS) de París. S'ha especialitzat en sociologia històrica del catolicisme, grups religiosos en sectors populars i pobresa i polítiques socials. Fou membre a partir del 2008 de la Comissió Provincial per la Memòria de Buenos Aires. El 2020 declarà com a testimoni en el judici pels crims de la Triple A a Bahía Blanca (Argentina).

## Trajectòria
Mallimaci va viure exiliat a França durant la dictadura militar de l'Argentina, temps durant el qual va obtenir el seu màster i doctorat en sociologia.
Va ser degà de la Facultat de Ciències Socials de la Universitat de Buenos Aires (UBA) i és professor titular de la Facultat de Ciències Socials d'aquesta universitat. Fou director del Centre Franco-argentí d'Alts Estudis de la UBA. Durant aquest càrrec va rebre el 2005 la distinció de cavaller de l'Orde de les Palmes Acadèmiques.
El 2008 va esdevenir membre de la Comissió Provincial per la Memòria de Buenos Aires, un organisme públic autònom que desenvolupa i duu a terme polítiques de drets humans i memòria històrica, en especial en allò referent amb el terrorisme d'estat. Aquesta tasca li va donar la perspectiva i coneixements necessaris com per ser testimoni en el judici que es va dur a terme contra els crims de l'Alianza Anticomunista Argentina (o Triple A argentina), organització terrorista para-policial anticomunista d'ultradreta de l'Argentina, gestada i dirigida per peronistes.
Va presidir, en dos períodes, l'Associació de Cientistes Socials de la Religió del Mercosur (ACSRM, Porto Alegre i Buenos Aires), entre 1994 i 1996, en què en fou el primer president, i entre 2009 i 2011. Des del 2014 és investigador superior del Consejo Nacional de Investigaciones Científicas y Técnicas (CONICET, Argentina) al Programa Societat, cultura i religió, des d'on coordina la recerca i estudis sobre sociologia i religió.

## Obres
Algunes de les seves obres són: 
- El catolicismo integral en la Argentina 1930-1946. Biblos. 1988. ISBN 978-950-9316-39-3
- Guía de la diversidad religiosa de Buenos Aires. Biblos. 2003. ISBN 978-950-786-389-9
- Modernidad, religión y memoria. Colihue. 2008. ISBN 978-950-563-406-4 (obra col·lectiva)
- Atlas de las creencias religiosas en la Argentina. Biblos. 2012. ISBN 978-987-691-008-8
- La influencia de las religiones en el Estado y la Nación Argentina. Eudeba. 2012. ISBN 978-950-23-2095-3 (coautor)
- El mito de la Argentina laica. Catolicismo, política y Estado. Capital Intelectual. Buenos Aires, 2015. ISBN 978-987-614-479-7
- Ciencia de la sostenibilidad, pobreza y desarrollo en la Argentina del siglo XXI. Siglo XXI Editores. Buenos Aires, 2020 ISBN 9786070310997 (obra col·lectiva)